# 臺北市政府客家事務委員會
臺北市政府客家事務委員會（簡稱北市府客委會），於2002年成立，是臺北市政府所屬的一級機關。本會主要的職掌如下：依法令之規定綜理本市的客家事務，規劃並執行有關客家方面的政策及促進族群間的和諧。

## 沿革

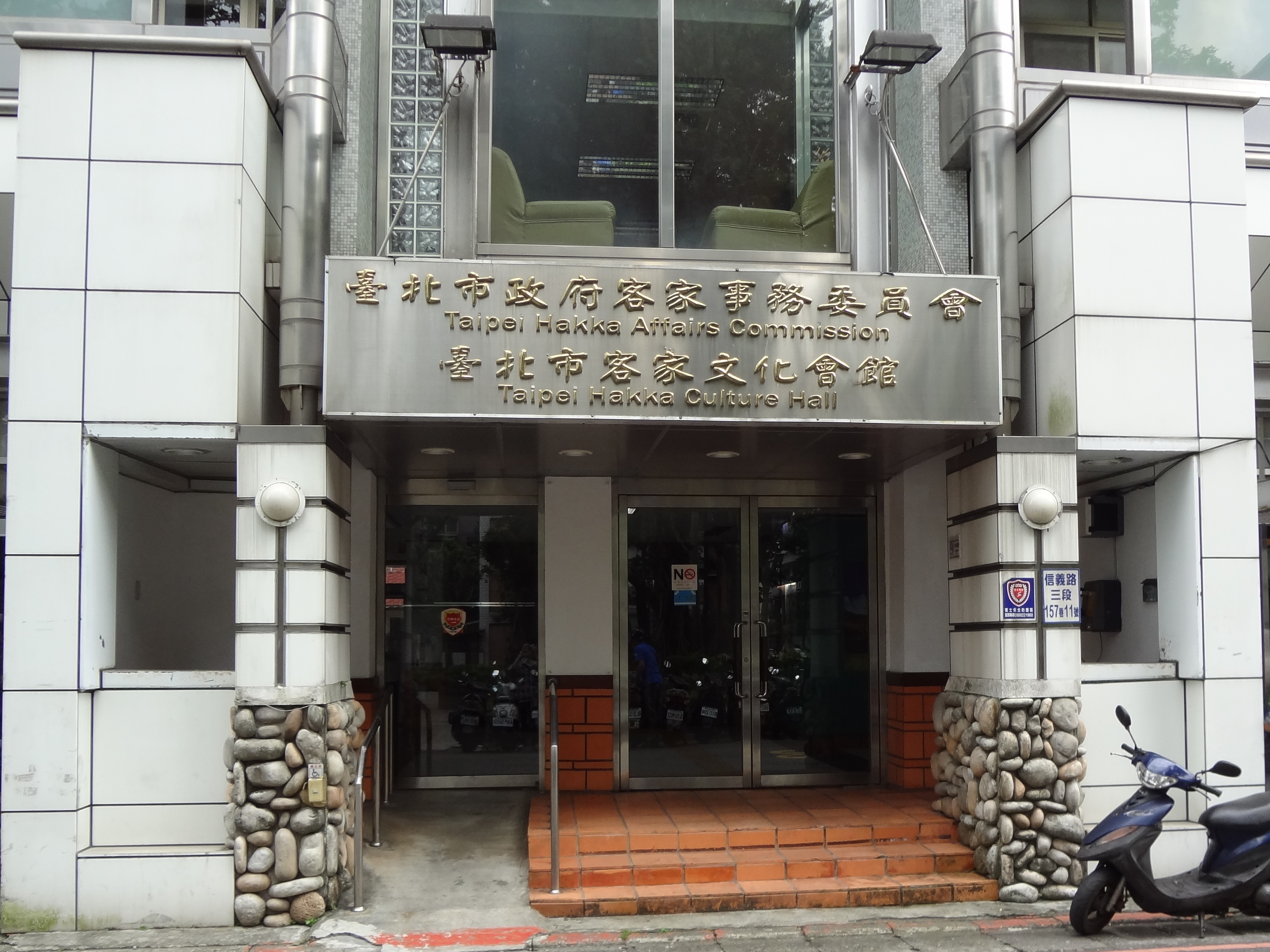
臺北市客家文化會館大門

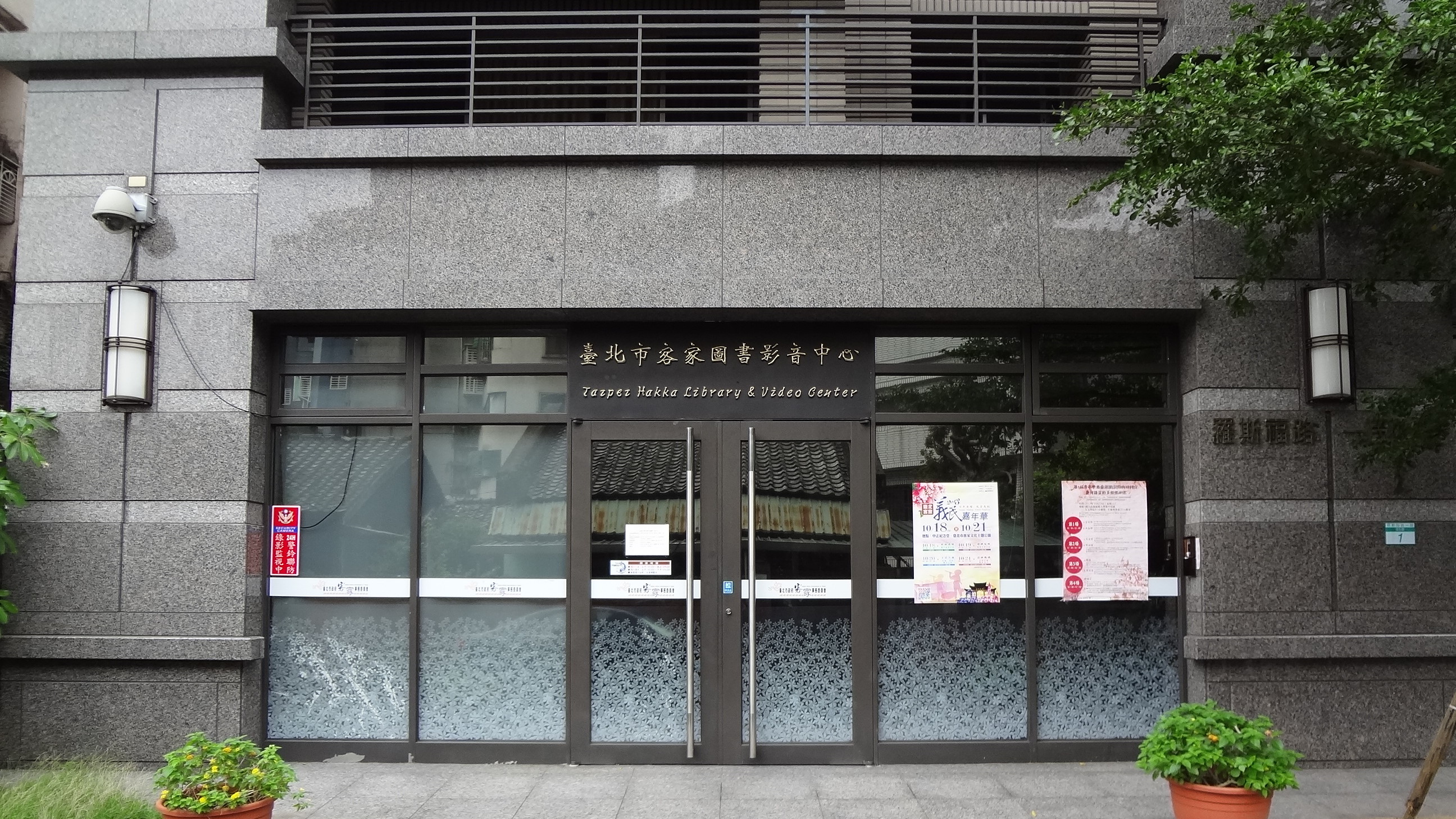
臺北市客家圖書影音中心

1998年2月22日，臺北市政府成立臺北市客家藝文活動中心。
1998年10月3日，臺北市政府成立臺北市客家文化會館。
2002年6月17日，臺北市政府客家事務委員會成立，會址設於臺北市市政大樓6樓東南區。
2006年12月，臺北市政府客家事務委員會遷至臺北市市政大樓12樓南區。
2008年5月，臺北市政府客家事務委員會遷至臺北市客家文化會館。
2009年6月27日，臺北市政府客家事務委員會成立臺北市客家圖書影音中心。
2011年10月15日，臺北市政府客家事務委員會成立臺北市客家文化主題公園。

## 組織架構

### 會本部
- 主任委員
- 副主任委員
- 主任秘書

### 內部單位
- 研究發展組：掌理客家事務政策之規劃、研究發展與施政計畫、客家文化會館及客家藝文活動中心之設置與管理監督、國際客家事務合作與交流、綜合業務等事項。
- 文教推廣組：掌理客家傳統文化之保存與推廣、客家語言之發展與保護、客家禮儀之研究、客家傳統民俗及語言等人才之培育、客家藝文創作及精緻化之輔導與客家社團輔導及客家社區大學等事項。
- 秘書室：掌理本會文書、檔案、資訊、法制、新聞聯繫、府會連絡、研考、事務、出納、採購等事項及不屬其他各組事項。
- 會計室：依法辦理歲計、會計及統計事項。

## 所屬館舍
- 臺北市客家文化會館
- 臺北市客家藝文活動中心
- 臺北市客家圖書影音中心
- 臺北市客家文化主題公園

## 歷任主任委員
| 任次 | 姓名   | 任期                           |
| ---- | ------ | ------------------------------ |
| 1    | 黃正宗 | 2002年6月17日－2006年12月25日  |
| 2    | 劉智雄 | 2006年12月25日－2010年12月25日 |
| 3    | 劉佳鈞 | 2010年12月25日－2014年12月25日 |
| 4    | 鍾永豐 | 2014年12月25日－2016年10月24日 |
| 5    | 曾年有 | 2016年10月25日－2018年12月25日 |
| 6    | 徐世勳 | 2018年12月25日－2024年2月29日  |
| 7    | 周羿希 | 2024年2月29日－2025年3月18日   |
| 8    | 吳文德 | 2025年3月18日－現任            |

## 爭議
2017年媒體批露，前客委會主委鍾永豐在離職後運用關係，導致客委會當年度眾多標案都由其關係人企業得標，涉嫌走後門。例如「2017台北市客家文化節-蕭如松紀念音樂展」標案的企劃書鑽寫為大大樹音樂圖像策劃，法律規定企劃書撰寫方及其關係人不得投標、更不得中標，然而最後得標執行人員皆為大大樹創辦人的關係人。
同時鍾永豐是生祥樂隊的長期作詞人，恰好大大樹為生祥樂隊的發行公司。外界質疑大大樹就是生祥樂團同一群人，而該群人實質領導者為前主委鍾永豐，離職後再透過人脈回頭承包策畫客委會標案，之後再自己得標。
後任客委會主委曾年有表示，該標案確實有疏失、可疑之處，不論有無惡意情事，光就一些疏漏點，依照《政府採購法》也要廢標再重新招標。

## 外部連結
- 臺北市政府客家事務委員會 （页面存档备份，存于）（中文）（英文）